# 水霞公园
水霞公园位于中華人民共和國上海市长宁区仙霞路505号，是一家三星级公园，1987年划为公园並取名水仙公园，1992年建成开放改名水霞公园，占地面积9932.24平方米，绿化面积7439.6平方米，水面积2264平方米。园内有160米的小山坡。2003年至2004年和2016年都进行过改造。公园同时也是应急避难场所。
由于2019冠狀病毒病上海市疫情影响，公園停园后于2020年3月20日恢复开放，為长宁区最后一个恢复的公园。